# Норильская энергосистема
Норильская энергосистема — расположена на севере России и является изолированной. Создана для обеспечения электроэнергией Норильского промышленного района. Характерной особенностью являются высокие энерготарифы, что увеличивает себестоимость продукции производимой норильскими предприятиями.

## Описание
Основой энергосистемы являются три теплоэлектроцентрали — ТЭЦ-1, ТЭЦ-2, ТЭЦ-3 установленной мощностью 1 205 МВт.
Две гидроэлектростанции — Усть-Хантайская ГЭС и Курейская ГЭС обеспечивают регулирование частоты электрического тока в энергосистеме.
Суммарная установленная мощность всех электростанций составляет 2 246 МВт. Годовая выработка — 9 млрд кВт·ч.
Четыре системных подстанции — «Приёмная» (РПП-220), «Районная» (РРП-110), «Надежда» (РП-2), «Опорная» (ОПП-220) и 25 воздушных линий связи напряжением 110—220 кВ образуют единую энергетическую систему. Формирование сети напряжением 110—220 кВ началось в 1963 году, с вводом первой ВЛ-110 кВ от ТЭЦ-1 на Медвежку и Кайеркан. Расширение сети было завершено в 1998 году — с вводом в эксплуатацию подстанции «Опорная» и включением в работу линии связи 110 кВ ЛЭП-199 со стороны подстанции «Приёмная», ЛЭП-152, ЛЭП-153 со стороны подстанции «Надежда».
Восемь воздушных линий 220 кВ связывают между собой 5 электростанций:
- двухцепная ВЛ-220 кВ (ЛЭП-201 и ЛЭП-202) «Усть-Хантайская ГЭС — РПП-220»,
- ВЛ-220 кВ (ЛЭП-203) «Усть-Хантайская ГЭС — Игарка»,
- ВЛ-220 кВ (ЛЭП-204) «Игарка — Курейская ГЭС»,
- двухцепная ВЛ-220 кВ (ЛЭП-205, ЛЭП-206) «Усть-Хантайская ГЭС — Курейская ГЭС»,
- двухцепная ВЛ-220 кВ (ЛЭП-207 и ЛЭП-208) «Усть-Хантайская ГЭС — ОПП-220».

Протяженность ЛЭП:
- ВЛ-220 кВ — 635,9 км,
- ВЛ-110 кВ — 635 км,
- ВЛ-35 кВ — 97,2 км,
- ВЛ-6-10 кВ — 189,9 км,
- КЛ-6-10 кВ — 586 км.

Структура потребления в 2020 году:
- Заполярный филиал ПАО «ГМК „Норильский никель“» — 67,1 %,
- Предприятия группы «Норильский никель» — 19,4 %,
- Прочие предприятия — 6,5 %,
- Сфера ЖКХ — 5,4 %,
- Бюджетные предприятия 1,6 %.

Для основного потребителя важным является углеродная нейтральность. В связи с этим уделяется дополнительное внимание модернизации Усть-Хантайской ГЭС.

## Ближайшие энергосистемы
В 130 км западнее ПС 220/35/10 кВ «Игарка», одной из крайних точек энергосистемы, расположена Ванкорская ГТЭС, принадлежащая Роснефти. В апреле 2015 года изолированный Ванкорский энергорайон, включая Ванкорскую ГТЭС, был присоединён к Единой энергосистеме России.
В декабре 2016 года введена в работу ПС 220 кВ Ванкор, а двухцепная кабельно-воздушная линия (КВЛ) 220 кВ «Мангазея — Ванкор» переведена с 110 кВ на проектное напряжение. Что существенно увеличило пропускную способность электрических связей между Тюменской энергосистемой и Ванкорским энергорайоном.
Проектом Восток Ойл предусматривается строительство 13 электростанций суммарной установленной мощностью около 3,5 ГВт на севере, востоке, юге и юго-западе от Норильской энергосистемы. Но планы объединения энергосистем принадлежащих Норильскому никелю и Роснефти не прорабатываются.